# Кубок Европы УЕФА среди женщин 2025/2026
Кубок Европы УЕФА среди женщин 2025/26 — 1-й сезон Кубка Европы УЕФА среди женщин (англ. UEFA Women's Europa Cup) — ежегодного соревнования женских футбольных клубов, входящих в состав УЕФА. Клубы принимают участие в соревновании на основе результатов своих выступлений в национальных лигах. Турнир является вторым по рангу в системе соревнований женского европейского клубного футбола, после Лиги чемпионов среди женщин. Турнир был анонсирован УЕФА 4 декабря 2023 года, 16 декабря 2024 года было объявлено название турнира — Кубок Европы УЕФА среди женщин.
Турнир проводится по кубковой системе с выбыванием проигравших команд. В каждом раунде, включая финал, участники сыграют по два матча — домашний и выездной, по сумме двух встреч будет определяться победитель.

## Распределение команд

### Рейтинг футбольных ассоциаций
Количество команд от каждой национальной ассоциации, которые принимают участие в Кубке Европы УЕФА сезона 2025/26, определяется согласно рейтингу УЕФА 2024 года, который учитывает выступления клубов конкретной страны за последние пять сезонов, с сезона 2019/20 по сезон 2023/24.
Ассоциации также могут иметь дополнительные команды, участвующие в Кубке Европы УЕФА:
- (ЛЧ) — Дополнительные команды, выбывшие из Лиги чемпионов УЕФА

| Место | Ассоциация | Коэф.  | Команды | Прим. |
| ----- | ---------- | ------ | ------- | ----- |
| 1     | Франция    | 78.333 | 0       |       |
| 2     | Германия   | 68.999 | 0       |       |
| 3     | Испания    | 68.166 | 0       |       |
| 4     | Англия     | 59.999 | 0       |       |
| 5     | Португалия | 34.000 | 0       |       |
| 6     | Италия     | 34.000 | 0       |       |
| 7     | Швеция     | 24.999 | 0       |       |
| 8     | Чехия      | 22.232 | 1       |       |
| 9     | Нидерланды | 22.000 | 1       |       |
| 10    | Дания      | 21.750 | 1       |       |
| 11    | Норвегия   | 21.500 | 1       |       |
| 12    | Австрия    | 21.250 | 1       |       |
| 13    | Украина    | 19.000 | 1       |       |
| 14    | Беларусь   | 18.000 | 0       |       |
| 15    | Исландия   | 17.750 | 0       |       |
| 16    | Шотландия  | 17.000 | 0       |       |
| 17    | Казахстан  | 14.750 | 0       |       |
| 18    | Швейцария  | 14.250 | 1       |       |
| 19    | Сербия     | 14.000 | 1       |       |

| Место | Ассоциация           | Коэф.  | Команды | Прим. |
| ----- | -------------------- | ------ | ------- | ----- |
| 20    | Албания              | 14.000 | 1       |       |
| 21    | Кипр                 | 12.000 | 1       |       |
| 22    | Бельгия              | 12.000 | 1       |       |
| 23    | Россия               | 10.250 | 0       | [ a ] |
| 24    | Финляндия            | 10.000 | 1       |       |
| 25    | Босния и Герцеговина | 10.000 | 0       |       |
| 26    | Венгрия              | 9.500  | 0       |       |
| 27    | Румыния              | 9.000  | 0       |       |
| 28    | Словения             | 9.000  | 0       |       |
| 29    | Польша               | 9.000  | 0       |       |
| 30    | Хорватия             | 8.500  | 0       |       |
| 31    | Литва                | 8.500  | 0       |       |
| 32    | Ирландия             | 8.000  | 0       |       |
| 33    | Косово               | 8.000  | 0       |       |
| 34    | Турция               | 7.500  | 0       |       |
| 35    | Греция               | 7.000  | 0       |       |
| 36    | Израиль              | 7.000  | 0       |       |
| 37    | Грузия               | 7.000  | 0       |       |

| Место | Ассоциация         | Коэф. | Команды | Прим. |
| ----- | ------------------ | ----- | ------- | ----- |
| 38    | Черногория         | 7.000 | 0       |       |
| 39    | Словакия           | 6.500 | 0       |       |
| 40    | Болгария           | 6.500 | 0       |       |
| 41    | Люксембург         | 6.000 | 0       |       |
| 42    | Уэльс              | 6.000 | 0       |       |
| 43    | Эстония            | 5.500 | 0       |       |
| 44    | Северная Ирландия  | 5.500 | 0       |       |
| 45    | Латвия             | 5.500 | 0       |       |
| 46    | Мальта             | 5.500 | 0       |       |
| 47    | Молдова            | 4.500 | 0       |       |
| 48    | Северная Македония | 4.000 | 0       |       |
| 49    | Фарерские острова  | 4.000 | 0       |       |
| 50    | Армения            | 3.000 | 0       |       |
| Н/А   | Азербайджан        | —     | 0       |       |
| Н/А   | Гибралтар          | —     | 0       | Н/У   |
| Н/А   | Андорра            | —     | 0       | Б/Л   |
| Н/А   | Лихтенштейн        | —     | 0       | Б/Л   |
| Н/А   | Сан-Марино         | —     | 0       | Б/Л   |

Примечания
1. ↑  Россия: 28 февраля 2022 года российские футбольные клубы и национальные сборные были отстранены от соревнований, проводимых ФИФА и УЕФА из-за вторжения России на Украину до особого распоряжения, по участию в каждом конкретном сезоне и турнире принимается отдельное решение[5].

### Распределение команд по этапам
|                           | Команды, начинающие с этого раунда | Команды, вышедшие из предыдущего раунда | Команды, перешедшие из Лиги чемпионов |
| ------------------------- | --- | --------------------------------------- | --- |
| Первый раунд (22 команды) | - 6 команд, занявших второе место в национальном чемпионате из ассоциаций 18—24 (кроме России) - 5 команд, занявших третье место в национальном чемпионате из ассоциаций 9—13 |                                         | - 7 команд, занявших третье место в мини-турнире второго квалификационного раунда (путь чемпионов) - 4 команды, занявшие третье место в мини-турнире второго квалификационного раунда (путь лиг) |
| Второй раунд (32 команды) | - 1 команда, занявшая третье место в национальном чемпионате из ассоциации 8                                                                                                  | - 11 победителей Первого раунда         | - 4 команды, проигравшие в Третьем квалификационном раунде (путь чемпионов) - 5 команд, проигравших в Третьем квалификационном раунде (путь лиг) - 7 команд, занявших второе место в мини-турнире второго квалификационного раунда (путь чемпионов) - 4 команды, занявшие второе место в мини-турнире второго квалификационного раунда (путь лиг) |
| 1/8 финала (16 команд)    | | - 16 победителей Второго раунда         | |

### Команды
Уточнения в скобках отражают способ квалификации каждой из указанных команд:
- 2-е, 3-е: места, которые команды заняли в своих чемпионатах в предыдущем сезоне;
- ЛЧ: Команда выбыла из Лиги чемпионов:
  - ПЧ/ПЛ К3: Команда выбыла из третьего квалификационного раунда Лиги чемпионов (путь чемпионов/путь лиг)
  - ПЧ/ПЛ К2: Команда выбыла из мини-турнира второго квалификационного раунда Лиги чемпионов (путь чемпионов/путь лиг):
    - 2М: Команда заняла 2-е место в мини-турнире
    - 3М: Команда заняла 3-е место в мини-турнире

| Раунд                         | Команды            | Команды           | Команды                | Команды         |
| ----------------------------- | ------------------ | ----------------- | ---------------------- | --------------- |
| Второй квалификационный раунд | Словацко (3-е)     | (ЛЧ ПЧ К3)        | (ЛЧ ПЧ К3)             | (ЛЧ ПЧ К3)      |
| Второй квалификационный раунд | (ЛЧ ПЧ К3)         | (ЛЧ ПЛ К3)        | (ЛЧ ПЛ К3)             | (ЛЧ ПЛ К3)      |
| Второй квалификационный раунд | (ЛЧ ПЛ К3)         | (ЛЧ ПЛ К3)        | (ЛЧ ПЧ К2 2М)          | (ЛЧ ПЧ К2 2М)   |
| Второй квалификационный раунд | (ЛЧ ПЧ К2 2М)      | (ЛЧ ПЧ К2 2М)     | (ЛЧ ПЧ К2 2М)          | (ЛЧ ПЧ К2 2М)   |
| Второй квалификационный раунд | (ЛЧ ПЧ К2 2М)      | (ЛЧ ПЛ К2 2М)     | (ЛЧ ПЛ К2 2М)          | (ЛЧ ПЛ К2 2М)   |
| Второй квалификационный раунд | (ЛЧ ПЛ К2 2М)      |                   |                        |                 |
|                               |                    |                   |                        |                 |
| Первый квалификационный раунд | Аякс (3-е)         | Кёге (3-е)        | Русенборг (3-е)        | Штурм (3-е)     |
| Первый квалификационный раунд | Колос (3-е)        | Грассхоппер (2-е) | Спартак Суботица (2-е) | Партизани (2-е) |
| Первый квалификационный раунд | Арис Лимасол (2-е) | Андерлехт (2-е)   | КуПС (2-е)             | (ЛЧ ПЧ К2 3М)   |
| Первый квалификационный раунд | (ЛЧ ПЧ К2 3М)      | (ЛЧ ПЧ К2 3М)     | (ЛЧ ПЧ К2 3М)          | (ЛЧ ПЧ К2 3М)   |
| Первый квалификационный раунд | (ЛЧ ПЧ К2 3М)      | (ЛЧ ПЧ К2 3М)     | (ЛЧ ПЛ К2 3М)          | (ЛЧ ПЛ К2 3М)   |
| Первый квалификационный раунд | (ЛЧ ПЛ К2 3М)      | (ЛЧ ПЛ К2 3М)     |                        |                 |

## Календарь
Ниже представлено расписание турнира.
| Раунд                         | Жеребьёвка       | Первый матч           | Ответный матч       |
| ----------------------------- | ---------------- | --------------------- | ------------------- |
| Первый квалификационный раунд | 31 августа 2025  | 10–11 сентября 2025   | 17–18 сентября 2025 |
| Второй квалификационный раунд | 19 сентября 2025 | 7–8 октября 2025      | 15–16 октября 2025  |
| 1/8 финала                    | 17 октября 2025  | 11–12 ноября 2025     | 19–20 ноября 2025   |
| Четвертьфиналы                | 17 октября 2025  | 11–12 февраля 2026    | 18–19 февраля 2026  |
| Полуфиналы                    | 17 октября 2025  | 24–25 марта 2026      | 1–2 апреля 2026     |
| Финал                         | 17 октября 2025  | 25 или 26 апреля 2026 | 2 или 3 мая 2026    |